# Igor Alexejewitsch Belikow

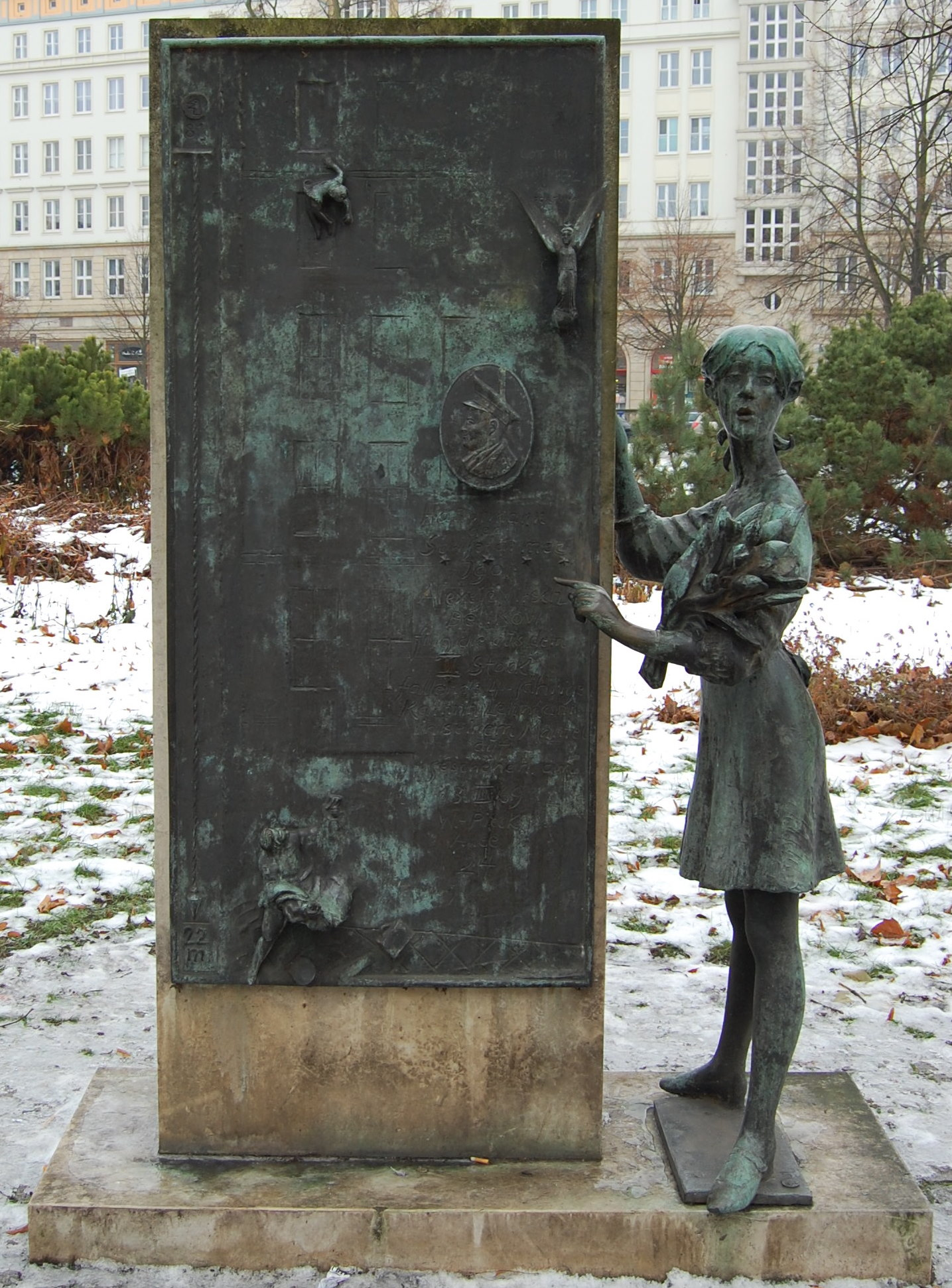
Bronzeplastik Die Rettungstat des Hauptmann Igor Belikow

Igor Alexejewitsch Belikow (russisch Игорь Алексеевич Беликов; * 26. Februar 1941 in Charkow; † 18. Mai 2015 in Luhansk) war Ehrenbürger der Stadt Magdeburg und Offizier der Sowjetischen Armee. Bekannt wurde er als Lebensretter eines Kindes.

## Leben
Mitte der 1960er Jahre kam Belikow als Mitglied der sowjetischen Luftstreitkräfte in die DDR. Er wurde in der 126. Jagdfliegerdivision bei Zerbst stationiert. Während eines Besuchs in der Magdeburger Altstadt rettete er am 13. März 1969 ein aus dem fünften Stock eines Wohnhauses fallendes vierjähriges Kind, indem er es mit seinem Mantel auffing. Er erlitt dabei eine leichte Verletzung am Handgelenk. Für seine Tat erhielt er die Goldene Ehrennadel der Gesellschaft für Deutsch-Sowjetische Freundschaft, die Lebensrettungsmedaille der DDR (1969) und den Vaterländischen Verdienstorden (1985). Außerdem wurde er am 9. Juli 1977 zum Ehrenbürger der Stadt Magdeburg ernannt. Die Tat wurde im DEFA-Film Ein Held in Sekunden sowie im von Gotthold Gloger geschriebenen Kinderbuch Kathrins Donnerstag thematisiert. Die in Magdeburg aufgestellte Bronzeplastik Die Rettungstat des Hauptmann Igor Belikow von Heinrich Apel erinnert an das Ereignis.
1970 kehrte Belikow in die Sowjetunion zurück. Er studierte an der Moskauer Militärakademie der Luftstreitkräfte „J. A. Gagarin“ und wurde Oberst. Als Angehöriger der sowjetischen Truppen war er am Einmarsch der Sowjetunion in Afghanistan beteiligt. Zudem diente er im Kaukasus, auf der Krim, im Ural, in der ČSSR und in der Ukrainischen SSR. Bis 1988 war er der Leiter des Bergungskommandos für die sowjetischen Raumschiffe am Weltraumbahnhof Baikonur in der Kasachischen SSR. Später war er Stabschef eines Luftkommandos in der Georgischen SSR.
Nach seiner Pensionierung 1991 lebte er mit seiner Frau in Luhansk in der Ukraine. Seine Kontakte nach Magdeburg nutzte er in den 1990er Jahren für die Organisation von Hilfslieferungen für ein Luhansker Krankenhaus.